# Щасливий день смерті 2
«Щасливий день смерті 2» (англ. Happy Death Day 2U) — американський слешер 2019 року. Стрічка є сиквелом фільму 2017 року «Щасливий день смерті» й знову розповідає про Терезу «Трі», яка потрапила в часову петлю, але цього разу у небезпеці не тільки вона, а й її друзі.

## Сюжет
Студент Раян прокидається в машині 19 вересня. У кімнаті гуртожитку він зустрічає Картера і його дівчину Трі. Раян працює над експериментальним квантовим реактором разом з Самаром і Дре. Після стрибка напруги Бронсон зупиняє роботу над проектом. Раяна вбивають невідомі в масках немовлят, і він знову прокидається 19 вересня. Трі з Картером обіцяють допомогти Раяну. Вони дізнаються, що реактор утворив нову часову петлю. Людина в масці намагається вбити Раяна, але Трі вдається знешкодити нападника. Під маскою ховався інший Раян, який попереджає про необхідність вбивства свого оригіналу, щоб закрити часову петлю. Злякавшись, оригінальний Раян випускає потужний енергетичний імпульс.
Трі прокидається 18-го. Цього разу Лорі — не вбивця в масці, а Картер зустрічається з Даніель. Оскільки її мати тепер жива, вона вирішує залишитись. Вона намагається зупинити серійного вбивцю Джона Томбса. Лорі переконує її, що вбивцею не може бути Томбс. Маніяк вбиває Лорі, а Трі, намагаючись втекти, зривається з даху та розбивається. Трі прокидається на початку циклу й вимагає перервати його. Після втрати свідомості Гелбман намагається вбити Томбса, але знаходить мертву Лорі. На дівчину нападає Томбс, але вона вбиває його, інший маніяк змушує її вбити себе знову.
Через технічну затримку Трі вирішує залишитись у поточному вимірі. Щоб врятуватися від вбивці в масці, Трі переконує батьків відвезти її до дому. Пізніше повідомляють про вбивство Картера та Лорі. Цикл перезапускається, Трі вирішує повернутися до колишньої реальності. Вона радить Лорі розійтися з Батлером, після чого дізнається про невірність Даніель Картеру, а потім розмовляє з матір'ю востаннє.
Декан Бронсон конфіскує реактор до того, як група активує його. Трі наполягає на його викраденні. В лікарні вона ловить лікаря Грегорі Батлера, який намагався вбити Лорі, щоб дружина, Стефані, не дізналась про зраду. Дружина була у зговорі з чоловіком, тому вистрілює в Лорі, Батлер вбиває Стефані. Трі вбиває лікаря. Лорі виживає, Трі і Картер цілуються під час запуску реактора, відправляючи Гелбман в її вимір, вівторок 19-го.
Сцена після титрів показує як Трі, Картер, Раян, Самар і Дре змушені прибирати сміття по всьому кампусу як покарання за непокору Бронсону. Потім їх супроводжують в лабораторію, де розмістили реактор для подальших випробувань. Трі говорить, що знає ідеального кандидата для дослідів. У своїй кімнаті прокидається Даніель, яка кричить від жаху.

## У ролях
| Актор           | Роль                  |
| --------------- | --------------------- |
| Джессіка Рот    | Тереза «Тріш» Гелбман |
| Ізраель Бруссар | Картер Девіс          |
| Пхі Ву          | Раян                  |
| Сурадж Шарма    | Самар Гош             |
| Рубі Модін      | Лорі Спенглер         |
| Сара Яркін      | Дре Морган            |
| Стів Зісіс      | Дін Бронсон           |
| Рейчел Меттьюз  | Даніель Буземан       |
| Чарльз Ейткен   | Грегорі Батлер        |
| Лора Кліфтон    | Стефані Батлер        |
| Роб Мелло       | Джон Томбс            |

## Створення фільму

### Виробництво
1 травня 2018 року Blumhouse Productions оголосила зйомки сиквела «Щасливий день смерті» Крістофером Лендоном з Джессікою Рот й Ізраелєм Брусардом у головних ролях. Основні зйомки розпочались 14 травня 2018 року в Новому Орлеані, США.

### Знімальна група
- Кінорежисер — Крістофер Лендон
- Сценарист — Крістофер Лендон, Скотт Лобделл
- Кінопродюсер — Джейсон Блум
- Композитор — Беар Мак-Крірі
- Кінооператор — Тобі Олівер
- Кіномонтаж — Бен Бодуа
- Художник-постановник — Білл Боес
- Артдиректор — Джейсон Болдвін Стюарт
- Художник-декоратор — Ендрю В. Бофінгер
- Художник-костюмер — Вітні Енн Адамс
- Підбір акторів — Елізабет Коулон, Сара Домьєр Ліндо, Террі Тейлор[6]

## Сприйняття

### Критика
Фільм отримав переважно схвальні відгуки. На сайті Rotten Tomatoes оцінка стрічки становить 69 % на основі 190 відгуків від критиків (середня оцінка 6,0/10) і 61 % від глядачів із середньою оцінкою 3,5/5 (2 299 голосів). Фільму зарахований «стиглий помідор» від кінокритиків та «попкорн» від глядачів, Internet Movie Database — 6,3/10 (32 460 голосів), Metacritic — 57/100 (31 відгук критиків) і 6,2/10 (110 відгуків від глядачів).

### Номінації та нагороди
| Нагороди та номінації фільму «Щасливий день смерті 2» | Нагороди та номінації фільму «Щасливий день смерті 2» | Нагороди та номінації фільму «Щасливий день смерті 2»        | Нагороди та номінації фільму «Щасливий день смерті 2» | Нагороди та номінації фільму «Щасливий день смерті 2» | Нагороди та номінації фільму «Щасливий день смерті 2» |
| Рік                                                   | Кінофестиваль/кінопремія                              | Категорія/нагорода                                           | Номінант                                              | Результат                                             |                                                       |
| ----------------------------------------------------- | ----------------------------------------------------- | ------------------------------------------------------------ | ----------------------------------------------------- | ----------------------------------------------------- | ----------------------------------------------------- |
| 2019                                                  | «Золотий трейлер»                                     | Найкраща назва для повнометражного фільму / комп'ютерної гри | «Щасливий день смерті 2»                              | Номінація                                             |                                                       |